# Michałów Drugi
Michałów Drugi [pronunciación en polaco: /miˈxawuf druɡi/] es una aldea ubicada en el distrito administrativo de Gmina Opatówek, dentro del condado de Kalisz, Voivodato de la Gran Polonia, en el centro-oeste de Polonia. Se encuentra a unos 3 kilómetros al sureste de Opatówek, a 14 kilómetros al este de Kalisz, y a 120 kilómetros al sureste de la capital regional Poznań.
El pueblo tiene una población de 240 habitantes.